# Riols
Riols település Franciaországban, Hérault megyében. Lakosainak száma 714 fő (2022. január 1.). Riols Ferrières-Poussarou, Fraisse-sur-Agout, Pardailhan, Prémian, Saint-Étienne-d’Albagnan, Saint-Pons-de-Thomières, La Salvetat-sur-Agout és Le Soulié községekkel határos.

## Népesség
A település népessége az elmúlt években az alábbi módon változott:
| Lakosok száma | 664  | 646  | 655  | 682  | 763  | 756  | 767  | 739  | 725  | 714  |
|               | 1968 | 1982 | 1990 | 2006 | 2013 | 2015 | 2017 | 2019 | 2020 | 2022 |